# Kabinett Daladier III

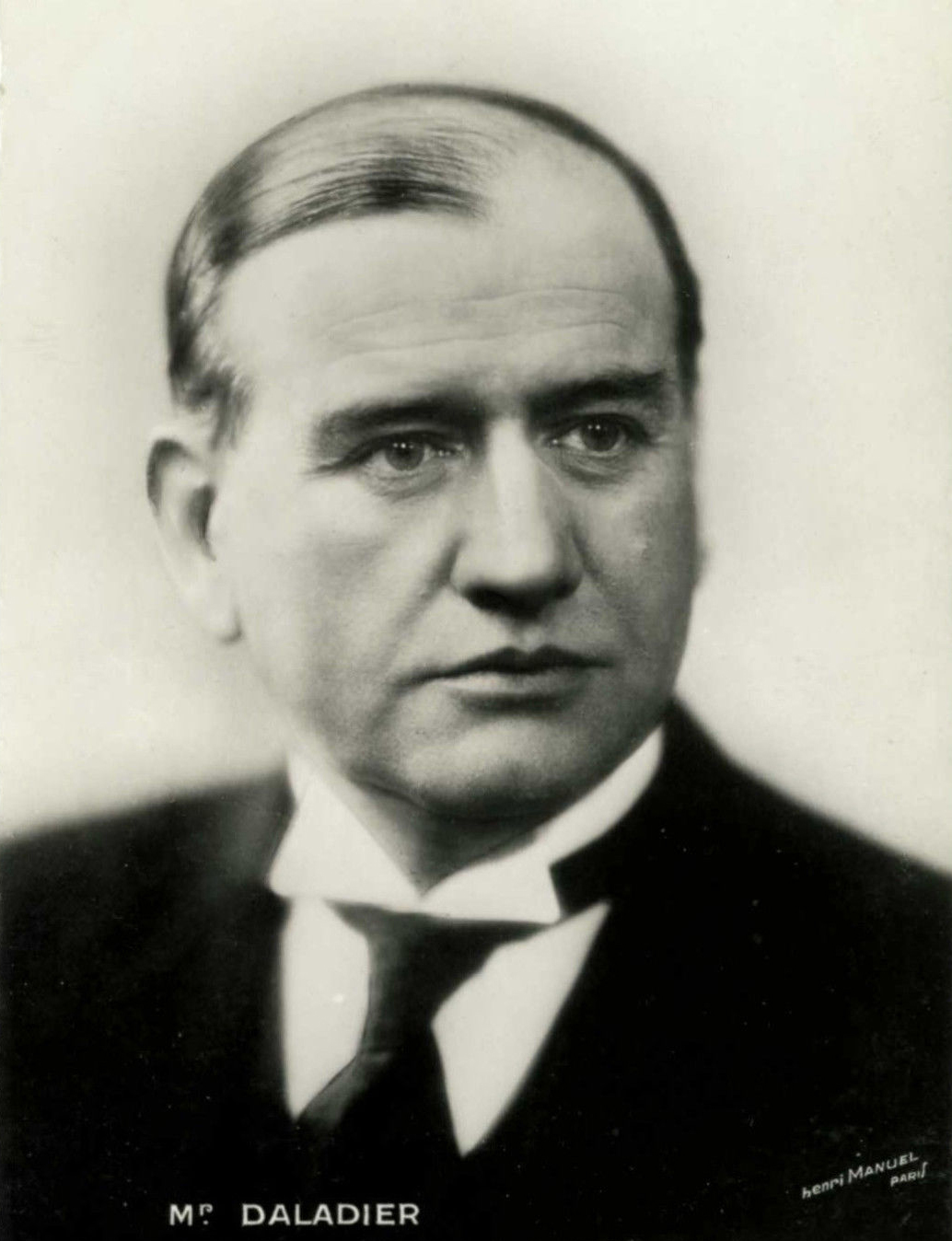
Édouard Daladier war von Januar bis Oktober 1933, Januar bis Februar 1934 sowie 1938 bis 1940 drei Mal Premierminister Frankreichs und bildete in dieser Zeit fünf Kabinette

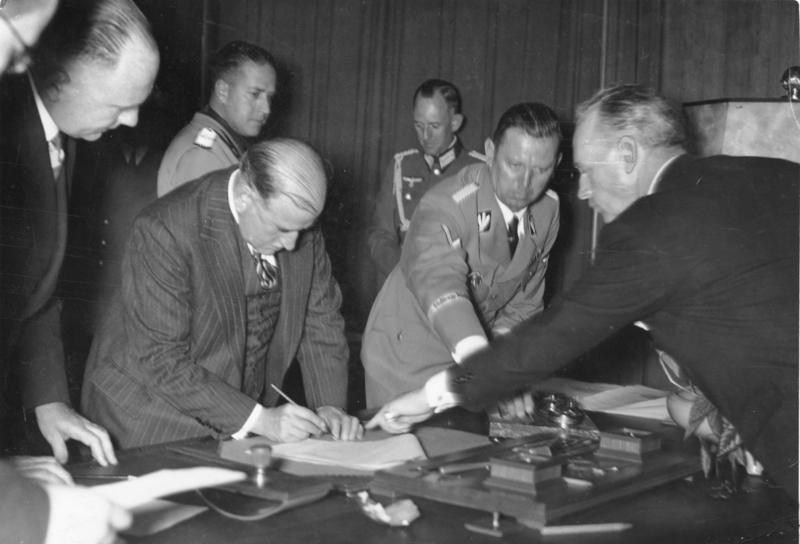
Bundesarchiv Bild 183-R72204, Münchener Abkommen, Unterschrift Daladier

Das dritte Kabinett Daladier war eine Regierung der Dritten Französischen Republik. Es wurde am 10. April 1938 von Premierminister (Président du Conseil) Édouard Daladier gebildet und löste das Kabinett Blum II ab. Es blieb bis zum 11. Mai 1939 im Amt und wurde daraufhin vom Kabinett Daladier IV abgelöst.
Dem Kabinett gehörten Minister der Parti républicain, radical et radical-socialiste (PRRRS), Alliance démocratique (AD), Union socialiste républicaine (USR), Radicaux indépendants (RI) und Parti Démocrate Populaire (PDP) an.

## Kabinett
Dem Kabinett gehörten folgende Minister an:
| Amt                                           | Name                                     | Partei | Beginn der Amtszeit             | Ende der Amtszeit             |
| --------------------------------------------- | ---------------------------------------- | ------ | ------------------------------- | ----------------------------- |
| Premierminister                               | Édouard Daladier                         | PRRRS  | 10. April 1938                  | 11. Mai 1939                  |
| Vize-Premierminister                          | Camille Chautemps                        | PRRRS  | 10. April 1938                  | 11. Mai 1939                  |
| Außenminister                                 | Georges Bonnet                           | PRRRS  | 10. April 1938                  | 11. Mai 1939                  |
| Innenminister                                 | Albert Sarraut                           | PRRRS  | 10. April 1938                  | 11. Mai 1939                  |
| Justizminister                                | Paul Reynaud Paul Marchandeau            | PRRRS  | 10. April 1938 1. November 1938 | 1. November 1938 11. Mai 1939 |
| Finanzminister                                | Paul Marchandeau Paul Reynaud            | PRRRS  | 10. April 1938 1. November 1938 | 1. November 1938 11. Mai 1939 |
| Minister für nationale Wirtschaft             | Raymond Patenôtre                        | USR    | 10. April 1938                  | 11. Mai 1939                  |
| Minister für nationale Verteidigung und Krieg | Édouard Daladier                         | PRRRS  | 10. April 1938                  | 11. Mai 1939                  |
| Minister für die Kriegsmarine                 | César Campinchi                          | PRRRS  | 10. April 1938                  | 11. Mai 1939                  |
| Luftfahrtminister                             | Guy La Chambre                           | PRRRS  | 10. April 1938                  | 11. Mai 1939                  |
| Minister für nationale Bildung                | Jean Zay                                 | PRRRS  | 10. April 1938                  | 11. Mai 1939                  |
| Minister für öffentliche Arbeiten             | Ludovic-Oscar Frossard Anatole de Monzie | USR    | 10. April 1938 23. August 1938  | 23. August 1938 11. Mai 1939  |
| Arbeitsminister                               | Paul Ramadier Charles Pomaret            | USR    | 10. April 1938 23. August 1938  | 23. August 1938 11. Mai 1939  |
| Minister für öffentliche Gesundheit           | Marc Rucart                              | PRRRS  | 10. April 1938                  | 11. Mai 1939                  |
| Handelsminister                               | Fernand Gentin                           | PRRRS  | 10. April 1938                  | 11. Mai 1939                  |
| Minister für die Handelsmarine                | Louis de Chappedelaine                   | RI     | 10. April 1938                  | 11. Mai 1939                  |
| Kolonialminister                              | Georges Mandel                           |        | 10. April 1938                  | 11. Mai 1939                  |
| Landwirtschaftsminister                       | Henri Queuille                           | PRRRS  | 10. April 1938                  | 11. Mai 1939                  |
| Minister für Kriegsveteranen und Pensionen    | Auguste Champetier de Ribes              | PDP    | 10. April 1938                  | 11. Mai 1939                  |
| Minister für Post, Telegrafie und Telefonie   | Alfred Jules-Julien                      | PRRRS  | 10. April 1938                  | 11. Mai 1939                  |

## Historische Einordnung
Die Regierung Daladier wurde ohne die SFIO gebildet und beendete damit die Volksfront. Sie erhielt nach ihrem Amtsantritt die finanziellen Vollmachten, die Léon Blum noch vom Senat verweigert worden waren.
Die Regierung erließ eine Reihe von Gesetzen, die die Wirtschaft beleben sollten und dabei Maßnahmen der Volksfront im Bereich des Arbeitsrechts einschränkten oder rückgängig machten:
- Das Gesetzesdekret vom 2. Mai 1938 über die Ausländerpolizei, das die Maßnahmen zur Kontrolle von Illegalen, irregulären Gästen und unerwünschten Personen verschärfte.[10][11]
- Sie erhöhte am 4. Mai 1938 die Einkommensteuern[12] und versuchte, den Franc zu stabilisieren (Franc Marchandeau).[13]
- Das Gesetzesdekret vom 14. Mai 1938, das die Bedingungen für den Aufenthalt von Ausländern in Frankreich regelte. Darin wurden die Bedingungen für die Ausstellung und Verlängerung von Personalausweisen für Ausländer festgelegt, die nur für die Dauer des Arbeitsvertrags gültig waren und nach einer Untersuchung durch die Präfektur ausgestellt wurden. Eine unbefristete Karte wurde Ausländern ausgestellt, die einen regelmäßigen und ununterbrochenen Aufenthalt von mindestens zehn Jahren in Frankreich nachweisen konnten, Ausländern, die seit zwei Jahren mit einer Französin verheiratet waren, Ausländern, die Vater oder Mutter französischer Kinder waren, Ausländern, die in der französischen Armee gedient hatten usw.[14]
- Am 21. August 1938 hielt Daladier eine Rede, in der er die Abschaffung der 40-Stunden-Woche ankündigte.[9]
- Ab 1. November 1938 führte der neue Finanzminister Reynaud eine Reihe von Maßnahmen durch, die eine finanzielle Erholung bewirkten.[15]
- Am 12. November 1938 erließ die Regierung verschiedene Gesetzesdekrete, die die Rechte von Ausländern und eingebürgerten Personen und auch die 40-Stunden-Woche einschränkten. Diese Gesetze wurden von ihren Gegnern als décrets misères bezeichnet. Eine Vielzahl von Streiks und Aussperrungen folgten.[16] Finanzminister Reynaud wertete den Franc erneut ab (Franc Reynaud).[17][18]
- Am 31. Dezember 1938 wurde die Einkommensteuer um 33,33 % erhöht.[12]

Am 25. Juni 1938 wurde die Impfung gegen die Diphtherie als erste Impfung in Frankreich verbindlich.
Vom 6. bis zum 16. Juli 1938 fand die Konferenz von Évian statt und in deren Folge die Gründung des Intergovernmental Committee on Refugees, wo vergeblich die verstärkte Einwanderung von Juden aus Deutschland behandelt wurde. Das Gesetz vom 11. Juli 1938 diente der Organisation der Nation in Kriegszeiten.
Am 24. September 1938 erfolgte eine Teilmobilisierung der französischen Streitkräfte aufgrund der beginnenden Sudetenkrise. Am 29. und 30. September 1938 wurde das Münchner Abkommen verhandelt. Daladier wurde bei seiner Rückkehr begeistert empfangen. Das Abkommen wurde am 4. Oktober in der Abgeordnetenkammer ratifiziert.
Das Parlament erteilte der Regierung Daladier am 5. Oktober 1938 volle Vollmachten. Sie wurde durch ein Ermächtigungsgesetz ermächtigt, bis zum 15. November 1938 Maßnahmen zur unmittelbaren Sanierung der finanziellen und wirtschaftlichen Lage des Landes zu ergreifen.
Am 30. November 1938 kündigte Italien das Abkommen von Rom.
Das Mandel-Gesetzesdekret vom 16. Januar 1939 gewährte Vorständen religiöser Missionen Steuervergünstigungen.
Frankreich eröffnete am 21. Januar 1939 in der Lozère das Lager Rieucros, das erste französische Internierungslager für unerwünschte Ausländer, die durch das Gesetzesdekret vom 12. November 1938 bestimmt wurden. Am 27. Januar 1939 wurden die  Grenzen zu Spanien geöffnet. Nach Angaben des Quai d'Orsay erreichten 450.000 spanische Flüchtlinge vor dem 1. März Frankreich (la Retirada), wo sie in Lagern (Argelès, Camp des Milles) interniert wurden.
Am 2. März wurde Marschall Pétain französischer Botschafter in Spanien. Mitte März marschierten deutsche Truppen in der Tschechoslowakei ein. Frankreich und Großbritannien nahmen am 17. März 1939 Verhandlungen mit der Sowjetunion auf. Angesichts der zunehmenden Spannungen in Europa verabschiedete das Parlament ein Gesetz, das der Regierung Sondervollmachten zur Vorbereitung eines möglichen Konflikts einräumte. Die Regierung veröffentlichte vom 20. März bis 21. April 1939 eine Reihe von 40 Gesetzesdekreten, um den Erfordernissen der Landesverteidigung gerecht zu werden. Am 31. März gab Frankreich eine Garantieerklärung für Polen ab.
Am 5. April 1939 wurde Albert Lebrun als Staatspräsident wiedergewählt. Mit Gesetzesdekret vom 12. April 1939 wurden Fremdarbeiterkompanien ermöglicht. Am 21. April wurden weitere Maßnahmen zur Haushaltskonsolidierung beschlossen und in der Verwaltung die 45-Stunden-Woche eingeführt.
Am 4. Mai 1939 veröffentlichte Marcel Déat seinen Leitartikel „Mourir pour Dantzig ?“ zur Krise um den polnischen Korridor.